# Texas Rangers : La Revanche des justiciers
Pour plus de détails, voir Fiche technique et Distribution.
Texas Rangers : La Revanche des justiciers ou Les Justiciers du Texas (Texas Rangers) au Québec est un film américain réalisé par Steve Miner, sorti en 2001.
L'action se déroule au Texas, après la guerre civile. L'état est sous la coupe de hors-la-loi. Des rangers sont recrutés pour mettre fin à leurs agissements.

## Synopsis
Dix ans après la guerre civile, le gouverneur du Texas demande à Leander McNelly de remettre en service une compagnie de Texas Rangers pour aider à faire respecter la loi le long de la frontière mexicaine. 
Dans une ville frontalière, Lincoln Rogers Dunnison arrive en calèche pour rencontrer sa famille. Au moment où ils sont réunis, John King Fisher et sa bande arrivent et tuent plusieurs habitants de la ville, dont le père, la mère et le frère de Lincoln, puis volent du bétail qui doit être vendu aux enchères. Après l'attaque, Lincoln se promène dans une église abandonnée et rencontre George Durham, un vacher dont la troupe a été attaquée par les mêmes bandits. George rejoint Lincoln en route vers Brownsville pour rejoindre les Rangers.
À Brownsville, Lincoln est témoin d'un homme qui tente d'extorquer des ressources à la ville pour soutenir son groupe, qui est censé poursuivre le gang de Fisher. McNelly arrive avec les Rangers et est obligé de tuer l'homme, mais invite tous les autres à rejoindre sa compagnie. Malgré son incompétence avec les armes et le fait qu'il ne soit pas originaire du Texas, Lincoln fait preuve de détermination à se battre pour la justice et est accepté dans les Rangers, avec George et d'autres. McNelly utilise Lincoln comme secrétaire en raison de son éducation et révèle qu'il est en train de mourir, apparemment de tuberculose. 
Plus tard, Fisher et sa bande rencontrent un cirque ambulant et kidnappent une belle jongleuse mexicaine nommée Perdita. Après une formation sur le terrain, un autre Ranger nommé Sam Walters demande à Lincoln de lui obtenir un rendez-vous avec McNelly car il souhaite réaliser de meilleures cartes du Texas. Une fois dans sa tente, il se révèle être un assassin. McNelly tue Walters, mais Lincoln est secoué et tente de déserter, se croyant responsable de la mise en danger de son chef. McNelly convainc Lincoln de rester. 
Les Rangers découvrent pour la première fois le combat contre un petit contingent et font deux prisonniers. Bien qu'il ait déclaré que quiconque se rendrait, serait jugé, McNelly pend les survivants lorsque leur trahison est révélée. Lincoln est offensé par ce manque apparent de justice. Plus tard, lorsque les Rangers rattrapent le gros du gang de Fisher, McNelly décide d'attaquer, malgré les protestations de ses sergents. Mais Fisher a planifié une embuscade et plusieurs Rangers meurent. McNelly récupère les survivants, dont Perdita, et se dirige vers le ranch de son vieil ami, le capitaine Richard Dukes.
Au ranch, Lincoln et George se disputent l'affection de la fille de Dukes, Caroline. Le sergent Armstrong apprend de Perdita que Fisher envisage d'attaquer le ranch de Victor Logan. Les Rangers partent, mais lorsqu'aucun raid n'a lieu, McNelly se rend compte que la fille a menti et Fisher doit plutôt se diriger vers le ranch des Dukes. Les Rangers découvrent que Dukes a été capturé et que Fisher a traversé le Rio Grande jusqu'au Mexique. 
Fisher lynche Dukes après avoir ridiculisé McNelly devant ses hommes, et Lincoln plaide l'innocence de Perdita alors que McNelly est sur le point de l'exécuter en représailles. McNelly libère la fille. 
Les Rangers préparent leur attaque contre la forteresse mexicaine après que McNelly ait dicté son testament à Lincoln, dans lequel il lui laisse ses biens et l'intronise comme nouveau capitaine. Les Rangers attaquent le fort à l'aube ; le gang Fisher est endormi, gueule de bois et maîtrisé lorsque le sergent Bones prend le commandement d'une mitrailleuse Gatling. Lincoln venge sa famille en tuant Fisher. Après le retour des Rangers au ranch des Dukes, McNelly, sur son lit de mort, implore Lincoln et George de garder les Rangers du bon côté de la justice. 
George reste avec Caroline pour travailler au ranch et Lincoln part diriger les Rangers.

## Fiche technique
- Titre français : Texas Rangers : La Revanche des justiciers
- Titre québécois : Les Justiciers du Texas
- Titre original : Texas Rangers
- Réalisation : Steve Miner
- Scénario : Scott Busby et Martin Copeland, adapté du roman de George Durham
- Musique : Trevor Rabin
- Production : Mary Church pour Greisman Productions
- Pays d'origine :  États-Unis
- Format : Couleurs  - 1,85:1 (Vistavision) - son Dolby numérique
- Genre : western
- Durée : 90 minutes (110 minutes en version originale)
- Date de sortie : avril 2001 (France)

## Distribution
- James Van Der Beek (VF : Thierry Wermuth ; VQ : Renaud Paradis) : Lincoln Rogers Dunnison
- Rachael Leigh Cook (VQ : Catherine Allard) : Caroline Dukes
- Ashton Kutcher (VF : Benjamin Pascal ; VQ : Philippe Martin) : George Durham
- Dylan McDermott (VF : Stéphane Ronchewski ; VQ : Thiéry Dubé) : Leander McNelly
- Tom Skerritt (VF : Bernard Tiphaine ; VQ : Hubert Fielden) : Richard Dukes
- Randy Travis (VQ : Sylvain Hétu) : Frank Bones
- Robert Patrick (VQ : Bernard Fortin) : John Armstrong
- Alfred Molina (VQ : François L'Écuyer) : John King Fisher
- Joe Spano (VF : Philippe Peythieu) : M. Dunnison
- Leonor Varela : Perdita
- Matt Keeslar : Suh Suh Sam
- Usher : Randolph Douglas Scipio

Sources et légendes : Version française (VF) sur RS Doublage et Doublagissimo ; Version québécoise (VQ) sur Doublage.qc.ca